# Палеонтология в Армении
Палеонтология в Армении — развитие в Армении палеонтологической науки о жизни в прошлые геологические периоды.
Палеонтология изучается в геологии и биологии.

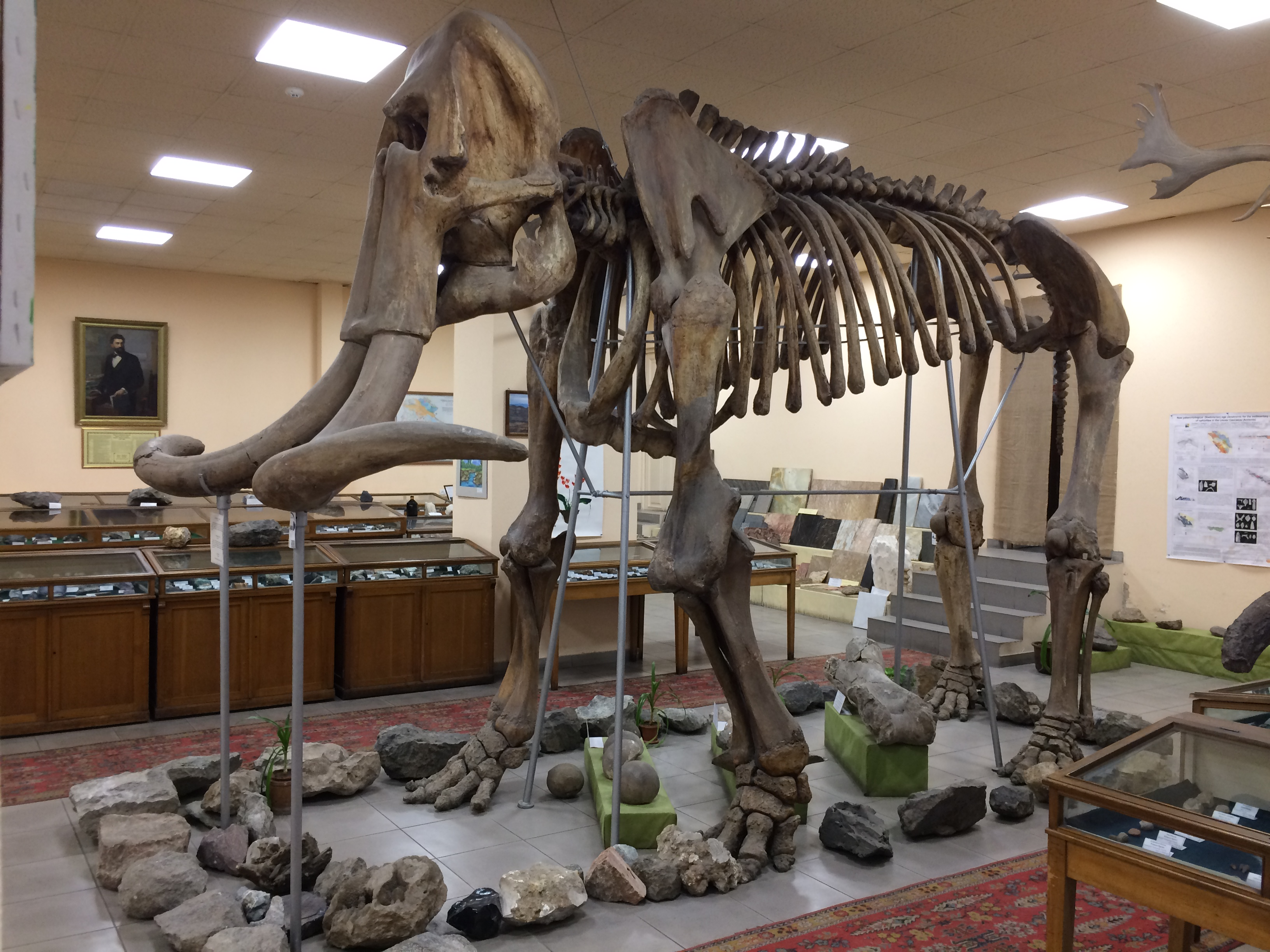
Степной мамонт

## История изучения
Палеонтологические (ископаемые) останки растений и животных хранятся в геологическом музее имени О. Т. Карапетяна.
Наиболее крупный экспонат музея, занимающий центральное место, восстановленный скелет трогонтериевого слона (слон трогонтерий, степной мамонт Mammuthus trogontherii Pohlig, 1855).

## Палеоботаника

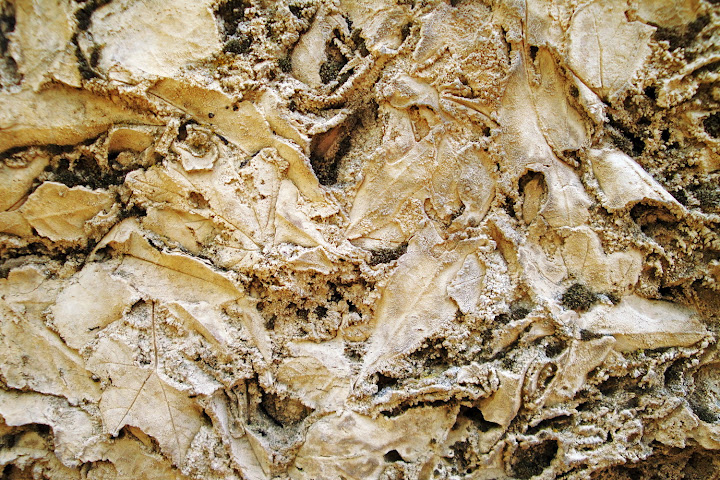
Находки Горавана

Ископаемая флора обнаружена: близ села Дзорахбюр, в 8 км к югу от села Зангакатун, возле заброшеного селения Джерманис, возле села Азатэк, возле села Агарак, в непосредственной близи от северо-восточной части Шамбского водохранилища.

## Палеозоология
Ископаемая фауна в Армении обнаружена: в 2 км к северу от Айраванка, в 15 км к юго-востоку от Веди, в бассейне реки Веди, в непосредственной близи от северо-восточной части Шамбского водохранилища.

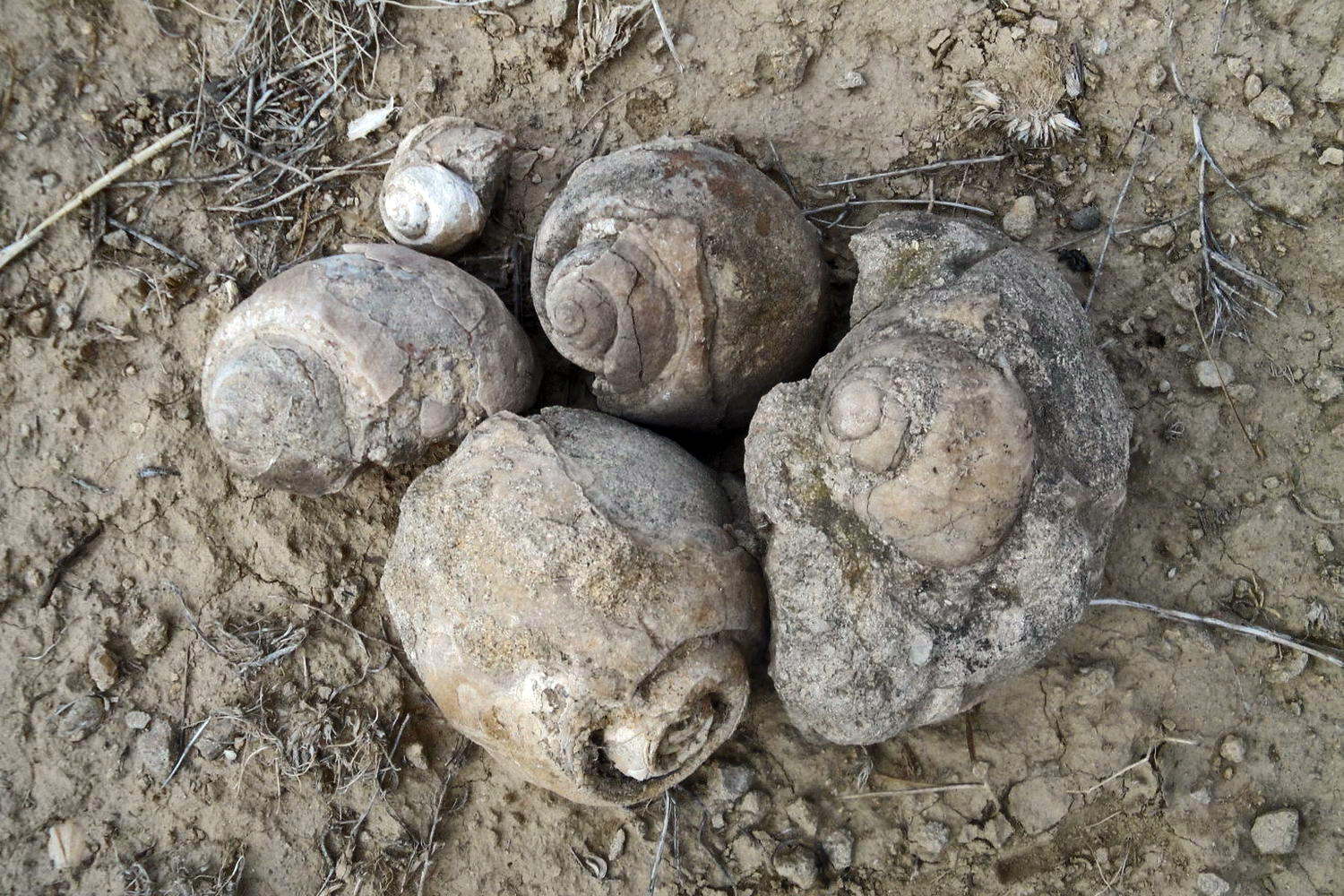
Окаменелые раковины найденные в окрестностях Еревана

### Рыбы
Ископаемая фауна рыб на территории современного государства Армения представлена 30 таксонами, принадлежащими 9 отрядам — 2 таксона хрящевых рыб (от триасового периода до мелового), 28 — костистых (от мелового периода до плейстоцена). По видовому составу ископаемых рыб можно уследить основные палеогидрографические изменения условий на территории современной Армении.
- Обнаружение Helicampodus egloni и акул указывает на наличие морского режима от нижнего триаса до мелового периода.

- Наличие отпечатка Lepidotus ohannes говорит о возможности существования пресноводных водоемов на островных участках суши мелового периода.

- Обнаружение пресноводной карповой рыбы — большеголового палеоголавля указывает на наличие пресноводного водоема, следовательно и большого участка суши на севере Армении в нижнем олигоцене

- Обнаружение мелких сельдевых (Alosa sp., Clupea cf. lanceolata, C. cf. Ventricosa), атериновых (Atherina schelkovnikovi), карпозубообразных (виды родов Prolebias и Aphanius), а также карповых (Chondrostoma sp., Leuciscinae gen. et sp. indet. и др.) свидетельствует о наличии солоновато-морского, а также пресноводного режима на территории Араратской равнины и сопредельных районов в течение верхнего миоцена.

- Обнаружение различных видов лососевых (Salmo sp.) и карповых (Alburnus sisianensis, Capoeta sp., Rutilus oswaldi, Garra sp. рыбы рода ельцы (Leuciscus) и др.) свидетельствует о стабильном пресноводном режиме на бо́льшей части территории современной Армении и начало формирования современной ихтиофауны данного региона, начиная с плиоцена.[2]